# Лорд

Портрет Томаса Мора — лорд-канцлер в Англії (1529–1532 рр.)

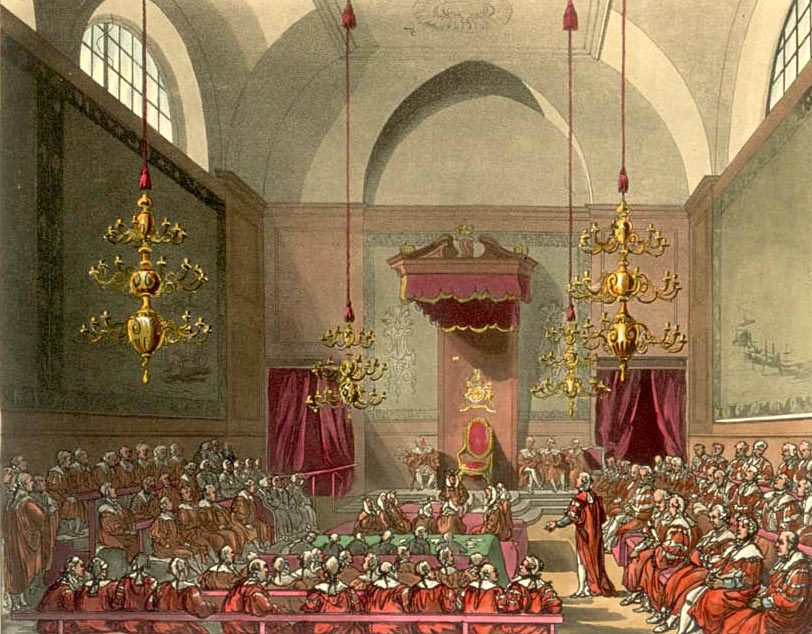
Палата лордів в Англії (1808).

Лорд — у середньовічній Англії — феодальний землевласник (лендлорд або поміщик), згодом — збірний спадковий титул англійського дворянства (герцоги, маркізи, графи, барони, віконти).

## Етимологія
Англійське слово «lord» (давніші форми  lorde, lourde) походить від давньоанглійського hlāford < hlāfweard, яке утворене зі слів hlāf («хліб») і weard («хоронитель», «сторож»). Первісне значення — «хоронитель хліба», «наглядач хлібних комор», надалі його стали уживати у тому ж сенсі, що й латинське dominus («пан», «владика»). Слово «lady» («леді») того ж походження.

## Історія
Надавався перам королівства, які утворювали палату лордів британського парламенту. З 19 століття титул лорда надається також громадським діячам, видатним науковцям, письменникам, музикантам тощо.
Від слова лорд також походить:
- Палата лордів — House of Lords, the Lords
- Лорд-канцлер — Lord Chancellor
- Лорд-мер — Lord Mayor